# کپو
کـَپو یکی از صنایع دستی جنوب ایران است که با برگ درخت خرما (نخل) بافته می‌شود.
کپوبافی بافتن سبدهای حصیری با برگ درخت خرما و تزئین آنها با کامواهای رنگی است. دو روش برای تزئین این سبدها وجود دارد.
- کپوها زمینه ساده حصیری دارند و با کاموا به رنگهای شاد روی آنها نقش‌های هندسی ایجاد می‌کنند.
- تمام سطح کپوها را با کاموای رنگی می‌پوشانند و حصیر دیده نمی‌شود.

دزفول بعنوان شهر جهانی کپوبافی ثبت و معرفی شده است.
معمولاً برای زیبایی به درب کپو منگوله‌ای نیز متصل می‌کنند. بازکردن درب کپو با این منگوله آسان‌تر هم می‌شود.
کاربرد سبد های کپو مواردی همچون جای نان، جای لوازم خیاطی و … است.